# Žikica Vuksanović
Žikica Vuksanović, slovenski nogometaš, * 11. maj 1974.
Vuksanović je nekdanji profesionalni nogometaš, ki je igral na položaju branilca. V svoji karieri je igral za slovenske klube Železničar Maribor, Maribor, Korotan Prevalje, Koper in Veržej ter avstrijski Grazer AK. Skupno je v prvi slovenski ligi odigral 174 tekem in dosegel sedem golov. Z Mariborom je osvojil naslov slovenskega državnega prvaka v sezonah 1997/98, 1998/99, 2001/02 in 2002/03 ter slovenski pokal v letih 1999 in 2004.